# 臺灣筒金花蟲
臺灣筒金花蟲（学名：Cryptocephalus taiwanus）为金花蟲科筒金花蟲屬下的一个种。